# Willys Jeep Truck
Willys Jeep Truck был грузовиком, который производился Willys-Overland с 1947 по 1965 год, около 96000 из этих грузовиков были проданы по всему миру, но грузовик не является особенно редким, эти грузовики также продавались в Европе и Советском Союзе. Грузовик был заменен на грузовик Jeep Gladiator.